# Teratocoris discolor
Teratocoris discolor är en insektsart som beskrevs av Philip Reese Uhler 1887. Teratocoris discolor ingår i släktet Teratocoris och familjen ängsskinnbaggar. Inga underarter finns listade i Catalogue of Life.